# Liste des sénateurs du Haut-Katanga
 (mars 2025).
Voici un historique des sénateurs pour la province de  Haut-Katanga.
La Province de Haut-Katanga compte quatre sénateurs.
Les sénateurs de Haut-Katanga sont élus au second degré par l'Assemblée provinciale de Haut-Katanga.

## Mandature 2019-2024
L'élection des sénateurs a lieu le 15 mars 2019, la validation des mandats se déroule le 5 avril 2019 au siège de Sénat.
| Prénom nom post-nom       | Sexe | Parti       | Notes           |
| ------------------------- | ---- | ----------- | --------------- |
| Francine Furaha Muyumba   | F    | Indépendant | élue par 9 voix |
| Céléstin Pande Kapopo     | M    | PPRD        | élu par 8 voix  |
| Goya Kitenge Bijoux       | F    | Indépendant | élue par 6 voix |
| Kanyimbu Shindanyi Michel | M    | Indépendant | élu par 6 voix  |